# Mariclare Costello

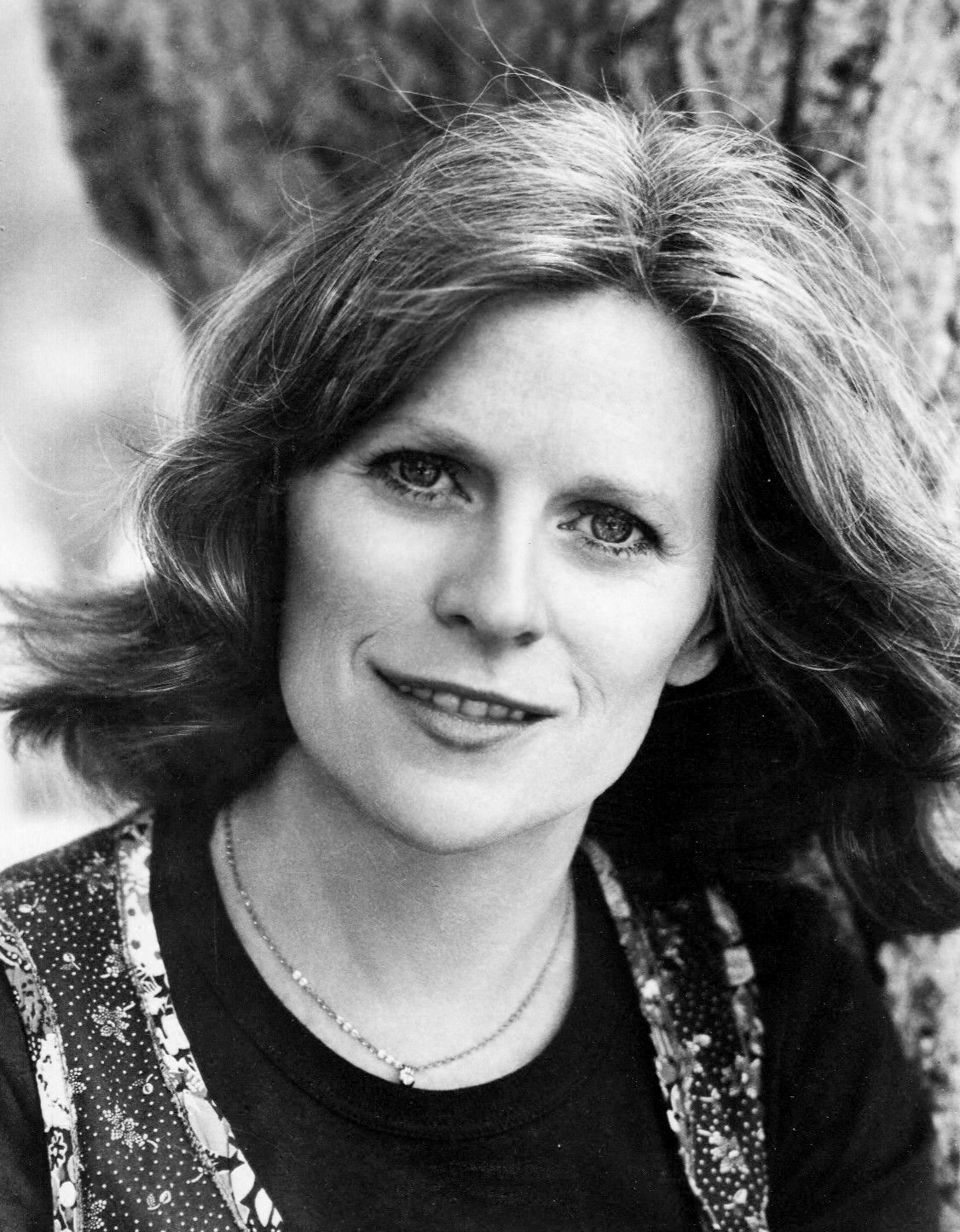
Mariclare Costello 1977

Mariclare Costello (* 3. Februar 1936 in Peoria, Illinois) ist eine US-amerikanische Schauspielerin.

## Karriere
Costellos Schauspielkarriere begann 1967 mit der Rolle der Rosie in Der Tiger schlägt zurück. Bekannt wurde sie durch die Rolle der Rosemary Hunter Fordwick in der Fernsehserie Die Waltons, die sie 1972 bis 1977 spielte. Sie absolvierte Gastauftritte in unterschiedlichen Fernsehserien und war vor allem in Fernsehfilmen zu sehen. Neben ihrer schauspielerischen Tätigkeit ist sie Professorin für Theaterwissenschaften an der Loyola Marymount University.
Costello war von 1977 bis zu seinem Tod 2013 mit dem Schauspieler Allan Arbus verheiratet.

## Filmografie (Auswahl)

### Film
- 1967: Der Tiger schlägt zurück (The Tiger Makes Out)
- 1971: Grauen um Jessica (Let’s Scare Jessica to Death)
- 1974: Die Hinrichtung des Soldaten Slovik (The Execution of Private Slovik, Fernsehfilm)
- 1974: Nach dem Sündenfall (After the Fall, Fernsehfilm)
- 1976: …die keine Gnade kennen (Raid on Entebbe)
- 1980: Wir sind alle Gottes Kinder (All God’s Children, Fernsehfilm)
- 1980: Eine ganz normale Familie (Ordinary People)
- 1981: Tag des Zorns (Coward of the County, Fernsehfilm)
- 1983: Alpträume (Nightmares)
- 1984: Buckaroo Banzai – Die 8. Dimension (The Adventures of Buckaroo Banzai Across the 8th Dimension)
- 1985: Fäuste aus Stahl (Heart of a Champion: The Ray Mancini Story, Fernsehfilm)
- 1990: Familie in Nöten (Appearances, Fernsehfilm)
- 1990: Eine erniedrigte Frau (She Said No, Fernsehfilm)
- 1993: Ein unmoralisches Angebot (Indecent Proposal)
- 2011: Assisted Loving (Kurzfilm)

### Fernsehserien
- 1972: Der Chef (Ironside, Folge 6x02)
- 1972–1977: Die Waltons (The Waltons, 15 Folgen)
- 1974: Kojak – Einsatz in Manhattan (Kojak, Folge 1x13 Tote machen kein Examen)
- 1975: Harry O (Folge 1x15)
- 1975: Barnaby Jones (Folge 3x21)
- 1976: Sara (11 Folgen)
- 1977–1978: The Fitzpatricks (13 Folgen)
- 1979: Der unglaubliche Hulk (The Incredible Hulk, Folge 2x18)
- 1979, 1981: Lou Grant (2 Folgen)
- 1980: Unsere kleine Farm (Little House on the Prairie, Folge 7x06 Die blinde Malerin)
- 1982: Hart aber herzlich (Hart to Hart, Fernsehserie, Folge 3x18 Vertauschte Rollen)
- 1984: Fame – Der Weg zum Ruhm (Fame, Folge 3x09)
- 1986: Mord ist ihr Hobby (Murder, She Wrote, Folge 2x15)
- 1990: In der Hitze der Nacht (In the Heat of the Night, Folge 3x14)
- 1990: California Clan (Santa Barbara, 2 Folgen)
- 1997: High Tide – Ein cooles Duo (High Tide, Folge 3x21)
- 1998: Chicago Hope – Endstation Hoffnung (Chicago Hope, Folge 4x13)
- 1999: Für alle Fälle Amy (Judging Amy, Folge 1x07)
- 2002: Providence (Folge 4x21)